# Diocèse de l'Oise
Cet article court présente un sujet plus développé dans : Diocèse de Beauvais.
Le diocèse de l'Oise est un ancien diocèse de l'Église constitutionnelle en France. Il est créé par la constitution civile du clergé de 1790. Dans un vote préliminaire du mardi 6 juillet 1790, l’Assemblée nationale fixe à Beauvais le siège épiscopal du diocèse. Il est supprimé à la suite du concordat de 1801. Il couvrait le département de l'Oise. Le premier titulaire est à Beauvais le jureur normand Jean-Baptiste Massieu (1791-1793).
Rétabli en octobre 1822 pour le département de l'Oise, il relève en 1851 les titres des diocèses de Noyon et Senlis.